# Maria Vicentina de Paula do Amaral Dick
Maria Vicentina de Paula do Amaral Dick é uma linguista brasileira conhecida por seus trabalhos sobre toponímia. É professora livre-docente da Universidade de São Paulo. Dick é considerada a "maior representante dos estudos toponímicos no Brasil".